# Erik Lindqvist (seglare)
Erik Lindqvist, född 20 maj 1886 i Stockholm, död 17 september 1934 i Stockholm, var en svensk seglare.
Han seglade för KSSS. Han blev olympisk silvermedaljör i Stockholm 1912.